# Grazer Viertel
Das Grazer Viertel, in der Literatur auch Gratzer Viertel, war ein österreichisches Volumenmaß für Getreide und wurde unrichtiger Weise oft dem Wecht gleichgesetzt. Das Maß wurde schon 1638 als verbindliches Getreide- und Fruchtmaß (trockene Ware), aber auch als Flüssigkeitsmaß für Wein in der Steiermark reguliert. Das Originalmaß in Stein gehauen wurde dem Stadtmagistrat von Graz zur Aufbewahrung und zur Schlichtung bei Streitigkeiten übergeben. Aber erst nach der kaiserlichen Verordnung von 1857 wurde es auf 80.58 Liter festgelegt. Vorher schwankte es zwischen 79,53 Liter, 80,6 Liter und 79,84 Liter.
- 1 Grazer Viertel = 8 Maßl = 4350 Kubikzoll (österr.) = 79,495 Liter
  - 1 Maßl = 2 Müllermaßl
  - 1 Müllermaßl = 2 halbe Müllermaßl = 4 Maßschafferl

Beispiele für Getreide mit Maß-Unterschiede:
- Bohnen und türk.Weizen: 1 Grazer Viertel = 1,576118 Metzen (niederösterreich.)
- Erbsen und Hirse: 1 Grazer Viertel = 1,573134 Metzen (niederösterreich.)
- Gerste: 1 Grazer Viertel = 1,608955 Metzen (niederösterreich.)
- Hafer: 1 Grazer Viertel = 1,632836 Metzen (niederösterreich.)
- Weizen: 1 Grazer Viertel = 1,582089 Metzen (niederösterreich.)

Der Gupf betrug etwa 2/10 des Viertels oder 17,294 Liter. Das gegupfte oder gehäufte Grazer Viertel hatte dann 97,154 Liter. Allgemein rechnete man 5 gegupfte (gehäufte) gleich 6 gestrichene Grazer Viertel.